# Huawei P10
Huawei P10 e Huawei P10 Plus sono smartphone progettati e commercializzati da Huawei rilasciati il 26 febbraio 2017 come cellulari della serie P. È catalogato nella fascia di top di gamma del 2017. Huawei P10 ha aggiunto una fotografia di ritratto di telefoni cellulari, dotata di una fotocamera in bianco e nero da 20 milioni di pixel e una fotocamera a colori da 12 milioni di pixel. Questa serie include uno smartphone di fascia media chiamato Huawei P10 Lite, che include specifiche leggermente inferiori e differenze rispetto al P10.
Il 26 febbraio 2017, Huawei ha annunciato la serie P10 al Mobile World Congress (MWC), tra cui Huawei P10 e Huawei P10 Plus, segnando la prima volta che la serie P di Huawei è stata presentata sullo stage MWC.

## Specifiche tecniche

### Hardware
Huawei P10 ha uno schermo Full HD da 5,1 pollici, con uno spessore di 6,98 mm e una batteria da 3200 mAh, con supporto per carica rapida Super Charge. Lo smartphone possiede una fotocamera posteriore in bianco e nero da 20 milioni di pixel e una fotocamera con 12 milioni di pixel con incorporata la tecnologia Leica, invece la fotocamera anteriore utilizza una fotocamera da 8 milioni di pixel, con anche la regolazione Leica. Huawei P10 (come Mate 9) è dotato di un processore HiSilicon Kirin 960, integrata da 4 GB di memoria RAM e da 64 GB / 128 GB di memoria interna.
Il P10 Plus ha una combinazione di memoria 6 GB e lo spazio 64 GB / 128 GB e 256 GB, ha uno schermo Full HD da 5,5 pollici e una batteria 3750mAh ed, una fotocamera posteriore con apertura F 1.8.

### Software
Huawei P10 / P10 Plus sono basati su Android 7.0 Nougat con la personalizzazione di EMUI 5.1. Il più grande cambiamento nella versione 5.1 è l'aggiunta della tecnologia HUAWEI Ultra Memory, che si afferma per migliorare la velocità e il tempo di risposta dei telefoni cellulari e accelerare efficacemente l'avvio delle applicazioni. È inoltre possibile eseguire l'aggiornamento alla versione Android 8.0 Oreo ed EMUI 8.0 che, tra le tante cose, porta miglioramenti alle performance, scorciatoie per le app e una migliore gestione delle notifiche.

## Problemi hardware

### Oleofobicità
Alcuni utenti hanno trovato poco oleofobico lo schermo di tutti i modelli della serie P10, provocando polemiche fra i media. Per questa tecnologia Huawei si appoggia all'azienda tedesca "Areamobile", la quale ha spiegato: "Abbiamo ridotto lo strato oleorepellente della serie P10, al fine di garantire che il sensore di impronte digitali e touch screen lavorino al meglio." In un articolo del 20 aprile, il vicepresidente di Huawei ha detto: "Huawei P10 abbandona lo strato oleorepellente al fine di migliorare le prestazioni di visualizzazione", anche se in realtà è stato rivelato che in successive spedizioni di Huawei P10 lo strato oleorepellente sia aumentato.

### Esplosione del caricatore
Nel maggio 2017, un utente di Weibo ha scritto di aver acquistato Huawei P10 dai canali ufficiali di Huawei, arrivato in meno di 3 giorni e di avere avuto il caricatore che é esploso durante la ricarica. L'utente ha contattato il servizio clienti Huawei, che ha sottoposto i caricatori del P10 sotto test: i risultati dei test mostrano che gli utenti hanno problemi con il circuito a casa. Tuttavia, utenti della rete hanno affermato che le case in cui vivevano erano edifici commerciali di 6 anni e che tutti gli elettrodomestici della casa erano in uso normale; ma le lampadine esplodevano.

## Galleria d'immagini

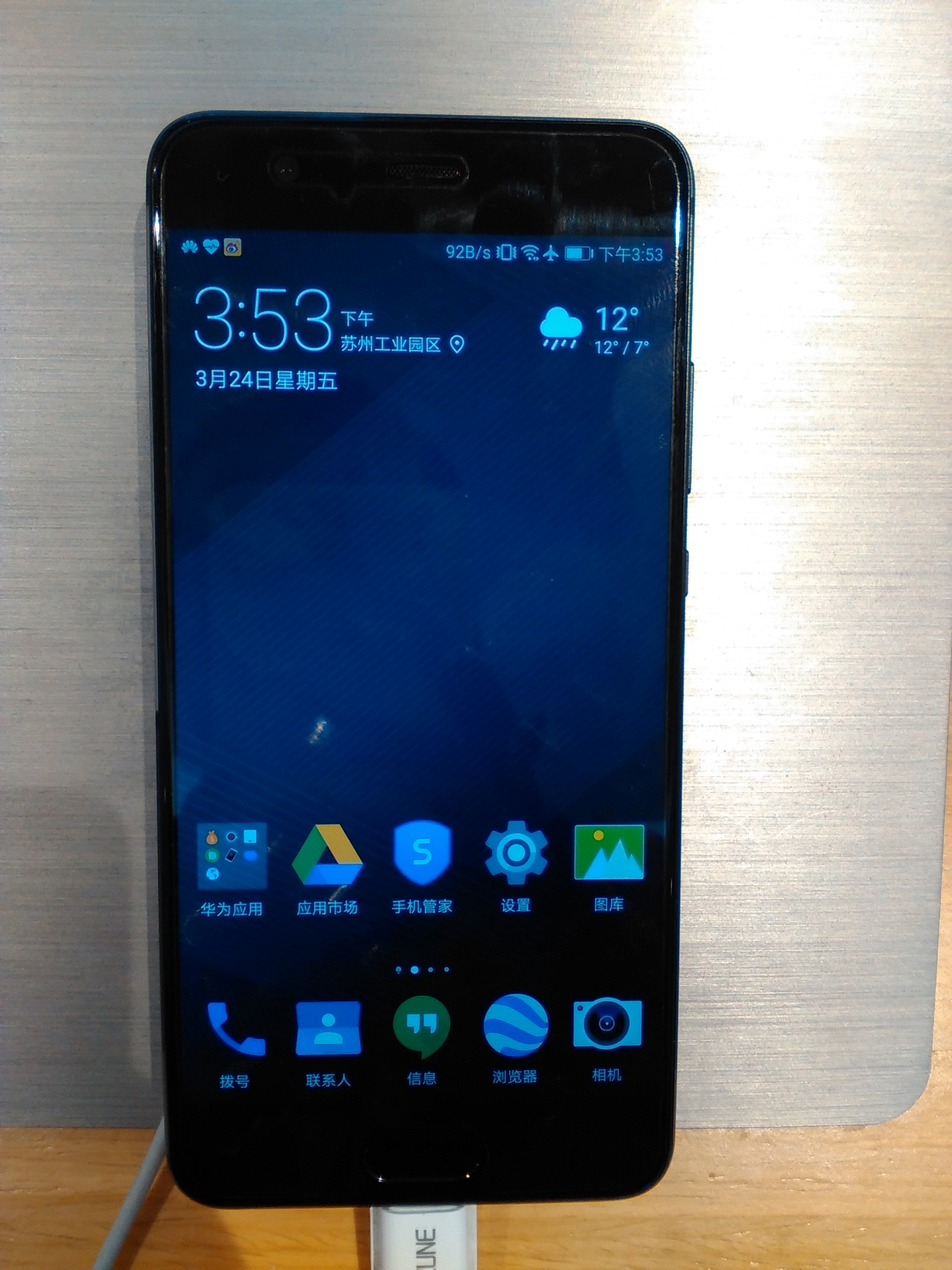
Huawei P10 Plus